# Джаны-Джол (Узгенский район)
Джаны-Джол (кирг. Жаңы-Жол) — село в Узгенском районе Ошской области Кыргызстана. Входит в состав Баш-Дебенского аильного округа. Код СОАТЕ — 41706  255 808 02 0

## Население
По данным переписи 2023 года, в селе проживало 271 человек.